# St-Jacques (Bannalec)

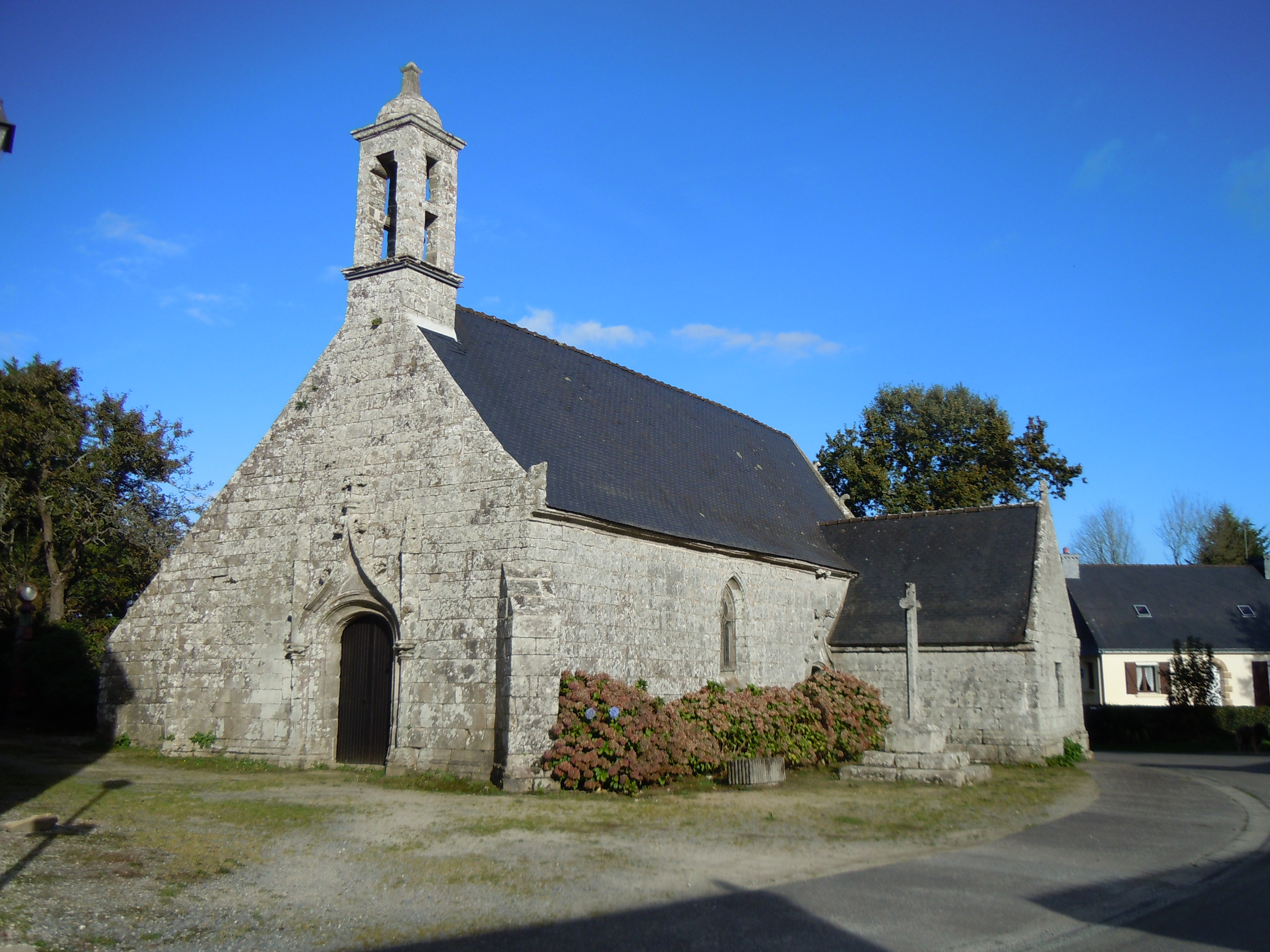
Kapelle St-Jacques

Die römisch-katholische Kapelle St-Jacques in Bannalec, einer Gemeinde im Département Finistère in der Bretagne, wurde im 16. Jahrhundert errichtet und 1683 verändert.
Der im Kern spätgotische Bau mit einem Langhaus und einem nördlichen Seitenschiff aus heimischem Granit wurde mit Unterstützung der grundherrschaftlichen Familie Mur de Livonet nördlich von Bannalec in der Nähe des Flusses Isole errichtet. Die Sakristei wurde später südlich an den Chor angebaut. 
Das westliche Portal ist im Stil der Renaissance mit zwei gedrehten Halbsäulen, einem Kielbogen und zwei Kreuzblumen ausgeschmückt. Das südliche Portal im gleichen Stil besitzt über dem Eingang eine Heiligennische. 
Im Inneren hat sich ein Basrelief aus dem 15./16. Jahrhundert mit einer Kreuzigungsszene erhalten.
Von den Bleiglasfenstern der Erbauungszeit ist nur noch ein Fragment im zentralen Fenster des Chors, das um 1550 datiert wird, mit einer Architekturdarstellung erhalten. Das Chorfenster besitzt Maßwerk im Stil der Flamboyantgotik.